# 小行星7977
小行星7977（英語：7977）是一颗围绕太阳公转的小行星。1977年8月21日，罗伯特·H·麦克诺特在赛丁泉山发现了此天体。
这颗小行星的绝对星等为248.0881759650509等。